# Polnoč v Parizu
Polnoč v Parizu (angleško Midnight in Paris) je špansko-ameriški fantazijsko komični film iz leta 2011, ki ga je režiral in zanj napisal scenarij Woody Allen. Filmsko dogajanje je postavljeno v Pariz, kjer se je scenarist prisiljen soočati s pomanjkljivostmi svojega razmerja z materialistično zaročenko in njenimi drugačnimi življenjskimi cilji, kar se še bolj kaže ob njegovih stalnih časovnih potovanjih nazaj ob polnoči. Film se ukvarja z nostalgijo in modernizmom. 
V glavnih vlogah filma, ki sta ga producirali španski Mediapro in Allenov Gravier Productions, v glavnih vlogah nastopajo Owen Wilson, Rachel McAdams, Kathy Bates, Adrien Brody, Carla Bruni, Marion Cotillard in Michael Sheen. Premierno je bil prikazan na Filmskem festivalu v Cannesu leta 2011, v ZDA pa 20. maja istega leta. Kritiki so mu dali dobre ocene in ga označili za enega najboljših filmov v Allenovem zadnjem obdobju. Leta 2012 je prejel oskarja in Zlati globus za najboljši scenarij, ob tem je bil nominiran še za oskarje za najboljši film, najboljšo režijo in najboljšo umetniško režijo.

## Vloge
- Owen Wilson kot Gil Pender
- Rachel McAdams kot Inez
- Kurt Fuller kot John
- Mimi Kennedy kot Helen
- Michael Sheen kot Paul Bates
- Nina Arianda kot Carol Bates
- Carla Bruni kot muzejski vodnik
- Yves Heck kot Cole Porter
- Alison Pill kot Zelda Fitzgerald
- Tom Hiddleston kot F. Scott Fitzgerald
- Corey Stoll kot Ernest Hemingway
- Sonia Rolland kot Josephine Baker
- Daniel Lundh kot Juan Belmonte
- Thérèse Bourou-Rubinsztein kot Alice B. Toklas
- Kathy Bates kot Gertrude Stein
- Marcial Di Fonzo Bo kot Pablo Picasso
- Marion Cotillard kot Adriana
- Léa Seydoux kot Gabrielle
- Emmanuelle Uzan kot Djuna Barnes
- Adrien Brody kot Salvador Dalí
- Tom Cordier kot Man Ray
- Adrien de Van kot Luis Buñuel
- Serge Bagdassarian kot detektiv Duluc
- Gad Elmaleh kot detektiv Tisserant
- David Lowe kot T. S. Eliot
- Yves-Antoine Spoto kot Henri Matisse
- Laurent Claret kot Leo Stein
- Vincent Menjou Cortes kot Henri de Toulouse-Lautrec
- Olivier Rabourdin kot Paul Gauguin
- François Rostain kot Edgar Degas
- Karine Vanasse kot ženska obdobja Belle Époque
- Michel Vuillermoz kot kralj v Versaillesu
- Catherine Benguigui kot Maximova hostesa
- Audrey Fleurot kot udeleženka zabave
- Guillaume Gouix kot udeleženec zabave